# Бернессит
Бирнессит (англ. — Birnessite) — минерал, оксид марганца, кальция, калия и натрия. Имеет металлический блеск и низкую плотность.
Формируется как вторичный минерал, встречается также в осадочных породах, в озёрах, океанах и грунтах. Минерал является одним из компонентов растрескавшейся корки на пустынных землях, а также глубоководных морских руд марганца.
Впервые был описан в 1956 году и назван по имени местечка Бирнесс в области Абердиншир в Шотландии.